# Elènia de Day
L'elènia de Day (Elaenia dayi) és un ocell de la família dels tirànids (Tyrannidae).

## Hàbitat i distribució
Habita el bosc obert i clars de Pantepui, al Veneçuela central i del sud-est de Veneçuela.